# Saúl Craviotto
Saúl Craviotto, född 3 november 1984 i Lérida, Spanien, är en spansk kanotist.
Craviotto tog OS-guld i K-2 500 meter i samband med de olympiska kanottävlingarna 2008 i Peking.
Han tog även OS-silver i K-1 200 meter i samband med de olympiska kanottävlingarna 2012 i London.
Vid de olympiska kanottävlingarna 2016 i Rio de Janeiro tog han en guldmedalj i K-2 200 meter och en bronsmedalj i K-1 200 meter. Vid olympiska sommarspelen 2020 i Tokyo tog Craviotto silver i K-4 500 meter.